# Rhynchodontodes vartianae
Rhynchodontodes vartianae là một loài bướm đêm trong họ Erebidae.